# ماركو ستانوفيتش
ماركو ستانوفيتش هو لاعب كرة قدم صربي في مركز الوسط، ولد في 4 مايو 1997 في كروشيفاتس في صربيا. لعب مع نابريداك كروشيفاتس.

## وصلات خارجية
- ماركو ستانوفيتش على موقع قاعدة بيانات كرة القدم.إي يو (الإنجليزية)
- ماركو ستانوفيتش على موقع Soccerway.com (الإنجليزية)
- ماركو ستانوفيتش على موقع عالم كرة القدم.نت (الإنجليزية)